# Lazuri (gmina Lupșa)
Lazuri – wieś w Rumunii, w okręgu Alba, w gminie Lupșa. W 2011 roku liczyła 206 mieszkańców.